# 요시모토 아쓰시
요시모토 아쓰시(일본어: 吉本 淳, 1982년 1월 14일 ~ )는 일본의 전 축구 선수이다.

## 구단 경력
과거 더스파 구사쓰에서 활동하였다.